# Heraia
Heraia var en forngrekisk stad, numera platsen för Anemodouri i sydvästra Arkadien vid Alfeiosfloden nära gränsen till landskapet Elis.
Heraia fick tidigt politisk betydelse varom en av de äldsta bevarade grekiska inskrifterna vittnar. Omkring 369 f. Kr. förenades Heraia med de kringliggande byarna men tillhörde senare ömsom akajerna och etolerna.